# Facundo Conte
Facundo Conte (* 25. August 1989 in Vicente López (Buenos Aires)) ist ein argentinischer Volleyballspieler.

## Karriere
Facundo Conte ist der Sohn des Volleyballtrainers Hugo Conte, der als Spieler bei den Olympischen Spielen 1988 Bronze gewann. Er begann seine eigene Karriere 2005 bei Rosario Sonder und spielte in der nächsten Saison bei Metropolitana. Mit den argentinischen Junioren wurde er 2007 Vierter der Weltmeisterschaft und 2008 gewann der Nachwuchs die Südamerikameisterschaft. Der Außenangreifer spielte 2007/08 zunächst bei Gimnasia y Esgrima de Buenos Aires und wechselte dann zum italienischen Zweitligisten SP Catania. 2008 debütierte er beim America’s Cup in der A-Nationalmannschaft. Nachdem er 2009/10 bei Zinella Bologna eine weitere Saison in der zweiten Liga Italiens gespielt hatte, wechselte er zum Erstligisten Lube Macerata. Dort gewann er 2011 den Challenge Cup. Anschließend ging Conte zunächst zu ER San Giustino, aber bereits im Dezember 2011 zog er weiter zu Acqua Paradiso Monza. Mit Argentinien erreichte er bei den Olympischen Spielen 2012 das Viertelfinale. Nach dem Turnier wechselte er zum russischen Verein VK Dynamo Krasnodar. Seine damalige Freundin, die tschechische Nationalspielerin Helena Havelková spielte ebenfalls in Krasnodar. Seit 2013 ist Conte beim polnischen Verein Skra Bełchatów unter Vertrag, mit dem er 2014 polnischer Meister wurde und in der Champions League 2014/15 den vierten Platz belegte. Er blieb bis 2016 bei Skra Bełchatów. Es folgten internationale Stationen bei Al Jaish (Katar), Shanghai Golden Age VC (China), Taubaté Funvic (Brasilien), Sada Cruzeiro (Brasilien) und schließlich 2020 die Rückkehr nach Polen zu Warta Zawiercie. 2021 gewann er mit der Nationalmannschaft bei den Olympischen Spielen die Bronzemedaille.